# Saint-Pierre-à-Champ
Saint-Pierre-à-Champ is een plaats en voormalige gemeente in het Franse departement Deux-Sèvres in de regio Nieuw-Aquitanië.

## Geschiedenis
Op 1 januari 1973 fuseerde Saint-Pierre-à-Champ met de gemeente Cersay in een fusion-association. Dit hield in dat Saint-Pierre-à-Champ als commune associée nog enige mate van zelfstandigheid behield. Toen Cersay op 1 januari 2017 fuseerde met Bouillé-Saint-Paul en Massais tot de commune nouvelle Val en Vignes kreeg ook Saint-Pierre-à-Champ de status van commune déléguée van de nieuwe gemeente.
Bouillé-Saint-Paul · Cersay · Massais · Saint-Pierre-à-Champ